# Bisdom Laval
Het bisdom Laval (Latijn: Dioecesis Valleguidonensis; Frans: Diocèse de Laval) is een rooms-katholiek bisdom in Frankrijk met als zetel Laval. Het bisdom heeft een oppervlakte van 5.175 km² en omvat het grondgebied van het departement Mayenne. Het is suffragaan aan het aartsbisdom Rennes.
Patroonheiligen van het bisdom zijn de heilige Julianus van Le Mans en Maria Onbevlekt Ontvangen. Het Mariaheiligdom Notre-Dame van Pontmain, waar Maria op 17 januari 1871 zou verschenen zijn aan enkele kinderen, ligt in het bisdom Laval.
In 2021 telde het bisdom 282.000 katholieken op een totale bevolking van 307.000, of 91,9% van de bevolking. Het bisdom telt 31 parochies.

## Geschiedenis

Het bisdom binnen Frankrijk

De streek werd gekerstend vanaf de 4e eeuw. Bekende missionarissen die in Mayenne actief waren zijn de heiligen Fraimbault, Constantien en Calais (6e eeuw) en Siviard en Céneré (7e eeuw). Tegen het einde van de 13e eeuw was het gehele gebied onderverdeeld in parochies. Bij het Concordaat van 1801 werden de bisdommen opnieuw ingedeeld. De departementen Mayenne en Sarthe vormden samen het bisdom Le Mans.
Het bisdom werd opgericht op 30 juni 1855 door paus Pius IX uit delen van de bisdommen Le Mans en Angers. De kerk Sainte-Trinité in Laval werd verheven tot kathedraal. Het bisdom was toen suffragaan aan het aartsbisdom Tours. In de jaren 1990 werd het aantal parochies sterk gereduceerd, van 289 naar 31. In 2002 werd Laval ingedeeld bij de kerkprovincie Rennes.

## Bisschoppen
- Casimir-Alexis-Joseph Wicart (1855-1876)
- Jules-Denis-Marie-Dieudonné Le Hardy du Marais (1876-1886)
- Victor Maréchal (1887)
- Louis-Victor-Emile Bougaud (1887-1888)
- Jules Cléret (1889-1895)
- Pierre-Joseph Geay (1896-1904)
- Eugène-Jacques Grellier (1906-1936)
- Joseph-Jean-Yves Marcadé (1936-1938)
- Paul-Marie-Alexandre Richaud (1938-1950)
- Maurice-Paul-Jules Rousseau (1950-1962)
- Charles-Marie-Jacques Guilhem (1962-1969)
- Paul-Louis Carrière (1969-1984)
- Louis-Marie Billé (1984-1995)
- Armand Maillard (1996-2007)
- Thierry Scherrer (2008-2023)
- Matthieu Dupont (2024- )

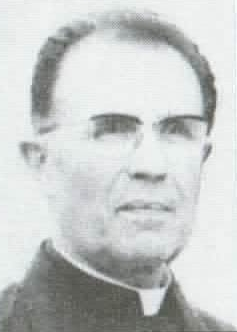
Paul-Louis Carrière
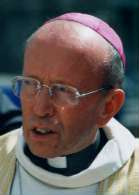
Louis-Marie Billé
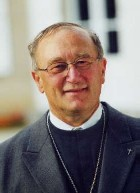
Armand Maillard
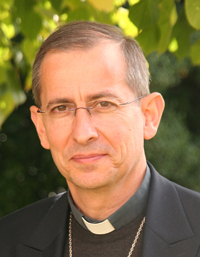
Thierry Scherrer

Rennes (aartsbisdom) · Angers · Laval · Le Mans · Luçon · Nantes · Quimper · Saint-Brieuc · Vannes
- Bibliothèque nationale de France: cb11869176m (data)
- Library of Congress Control Number: no99003287
- Système universitaire de documentation: 026445417
- Virtual International Authority File: 130909269